# Every Good Boy Deserves Favour
Every Good Boy Deserves Favour ist das siebente Musikalbum der Moody Blues. Es wurde 1971 veröffentlicht und war das letzte Album, auf dem das Mellotron eingesetzt wurde. Bei folgenden Produktionen sollte es vom Chamberlin (einem Instrument, das genau so funktioniert wie das Mellotron, aber bessere Klänge lieferte) ersetzt werden.

## Das Album
Every Good Boy Deserves Favour ist das einzige Album, das einen Song enthält, der von allen fünf Mitgliedern der Band geschrieben wurde. Im Eröffnungstitel Procession wird die Geschichte der Menschheit musikalisch festgehalten. Am Anfang ist nur ein elektronisches Surren zu hören, das mit dem Wort desolation erklärt wird. Es folgt creation, daraufhin hört man Wind-, Regen- und Donner-Effekte. Am Ende dieses Teiles spielt Mike Pinder auf dem Klavier die Töne E-G-B-D-F, die für den Albumtitel stehen (Every Good Boy Deserves Favour), außerdem hilft es Musikern, die Noten des Violinschlüssels zu lernen. Danach rufen alle communication, und sie zeigen ihre Art der frühen Kommunikation, indem sie prähistorische Laute nachahmen. Es folgt die Entwicklung der Musik. Sie beginnt mit einem Flöten- und Sitar-Duett von Ray Thomas und Justin Hayward, gefolgt von einem Flöten- und Mellotron-Duett. Das Mellotron wird von Mike Pinder gespielt. Dann gibt es jeweils ein kurzes Cembalo- und Orgel-Solo. Justin Hayward und John Lodge spielen abschließend mit Gitarre und E-Bass das Ende des Stücks, das in den zweiten Song des Albums, The Story in your Eyes, überleitet.
Das Lied Emily’s Song wurde von John Lodge für seine neugeborene Tochter geschrieben. After You Came ist der einzige veröffentlichte Song, in dem Thomas, Pinder, Hayward und Lodge im zweiten Teil der ersten und zweiten Strophe hintereinander je eine Zeile die Hauptstimme singen.
Die Aufnahmen für das Album fanden im November 1970 und im Januar bis März 1971 statt. Im Juli wurde das Album schließlich veröffentlicht.
Das Album erreichte Platz 1 in den britischen Charts, blieb drei Wochen auf Platz 2 in den USA und hatte mit The Story in Your Eyes eine Top-40-Single. Dieser Song, wie gelegentlich auch One More Time to Live, gehören bis heute zum live gespielten Repertoire.
Im April 2007 wurde das Album für das SACD-Format mit zwei Bonustracks wiederveröffentlicht. Einer davon war das von Thomas gesungene The Dreamer. 2008 erschien für die normale Audio-CD die Auflage mit den Bonustracks.

## Titelliste
Seite eins
1. Procession (Edge, Hayward, Lodge, Pinder, Thomas) – 4:40
2. The Story in Your Eyes (Hayward) – 2:57
3. Our Guessing Game (Thomas) – 3:34
4. Emily’s Song (Lodge) – 3:41
5. After You Came (Edge) – 4:37

Seite zwei
1. One More Time to Live (Lodge) – 5:41
2. Nice to Be Here (Thomas) – 4:24
3. You Can Never Go Home (Hayward) – 4:14
4. My Song (Pinder) – 6:20

2007 SACD-Bonustitel (auch in der 2008 CD-Version)
Bonustitel der SACD-Version:
1. The Story in Your Eyes (Original Version) (Hayward) – 3:33
2. The Dreamer (Hayward, Thomas) – 3:42

## Kommerzieller Erfolg

### Chartplatzierungen
| ChartsChartplatzierungen       | Höchstplatzierung | Wochen/ Monate |
| ------------------------------ | ----------------- | -------------- |
| Deutschland (GfK)              | 44 (1 Mt.)        | 1 Mt.          |
| Vereinigte Staaten (Billboard) | 2 (43 Wo.)        | 43 Wo.         |
| Vereinigtes Königreich (OCC)   | 1 (21 Wo.)        | 21 Wo.         |

### Auszeichnungen für Musikverkäufe
| Land/Region               | Auszeichnungen für Musikverkäufe (Land/Region, Auszeichnung, Verkäufe) | Verkäufe |
| ------------------------- | ---------------------------------------------------------------------- | -------- |
| Kanada (MC)               | Platin                                                                 | 100.000  |
| Vereinigte Staaten (RIAA) | Gold                                                                   | 500.000  |
| Insgesamt                 | 1× Gold · 1× Platin ·                                                  | 600.000  |